# Famille de Castagnery
La famille de Castagnery (Castagneri), puis de Castagnery de Châteauneuf, est une famille industrielle puis noble de Savoie, originaire de Turin, anoblie au XVIe siècle. 

## Histoire

### Origines
La famille de Castagnery, que l'on trouve également sous les formes Castagnéry, Castagneri ou encore Castagnère, semble très probablement originaire de Turin,. Elle serait « vraissembablement » issue d'une famille Castagneri de Turin et anoblie à la fin du XVIe siècle. La filiation inscrite aux Preuves remonte à 1550.
La famille s'implante au tout début du XVIe siècle, en Maurienne, dans le duché de Savoie.

### Implantation en Savoie
Le premier membre établit en Savoie est noble Pierre (de) Castagnery/Castagneri, venu exploiter des mines de fer en Maurienne. Il a obtenu un privilège daté du 2 mai 1504, du duc de Savoie, Charles III, l'autorisant à « chercher et de creuser les mines de chaux et de fer dans les paroisses de Saint-Michel, de Saint-Martin (de-la-Porte), de Beaune, de Valloire et de Valmeinier » et de « convertir le minerai obtenu en métal ». Il apporte avec lui la technique du haut-fourneau dite à la Bergamasque. Il obtient la charge de gabellier général du sel en Piémont.
Son fils, dit noble Jean-Baptiste, par Foras (1863), ou simplement Jean-Baptiste Castagneri, par Naz (1972), obtient la concession de lettres de noblesse avec droit aux armoiries, le 10 juin 1595, « en souvenir des bons services de son père » (Naz, 1972).

### Acteurs industriels et ascension sociale
Jean-Baptiste reçoit le plein usage des mines de fer des Urtières/Hurtières, près d'Aiguebelle, du marquis de la Chambre, le 14 janvier 1606,. Implanter sur la rive droite de l'Arc, il obtient le 18 octobre 1610 un privilège pour implanter un « artifice », c'est-à-dire une fabrique de fil de fer, le laiton et le fer blanc, sur la rive gauche, à Argentine. 
En 1619, la famille obtient du duc le monopole des « faulx et épées »,.
Au XVIIe siècle, la famille obtient le privilège d'exemption de taxes d'importation et d'exportation, ainsi que « monopole de la fabrication du fil de fer, du fer blanc, des armes et des faux ».
L'enrichissement de la famille lui permet son élévation, notamment à partir de noble Pierre-Antoine de Castagnery († 1662), fils du précédent. Il devient successivement commissaire général des guerres en Savoie, conseiller d'État, président et général des finances deça les monts (1635) et finalement surintendant général des finances deça les monts (1640), Il est également président du Sénat de Savoie. Le 3 août 1639, il achète à Ferdinand de Baptefort, baron de l'Aubépin, la « seigneurie vulgo baronnie de Châteauneuf »,,. Dès lors, les membres de cette famille porte le nom de Castegnery de Châteauneuf, voire Châteauneuf tout court.
En 1626, Pierre-Antoine obtient des Lettres Patentes, le 22 août 1626, du duc de Savoie Victor-Amédée Ier lui ordonnant la poursuite de ses activités « sans que cette vente puisse préjudicier à la qualité de noble que sa famille possédait depuis 1595, bien qu'elle impliquât l'exercice d'un commerce » (Naz, 1972). En 1638, il reçoit la confirmation de ces privilèges par la duchesse-régente Christine de France.
Le fils du précédent, Jacques-Louis (que l'on trouve également sous le prénom Jean-Louis, notamment chez Burnier) est connu sous le titre de baron de Châteauneuf,. Il devient conseiller ducal, puis sénateur au Sénat de Savoie, en 1647,,.
Le 5 août 1687, Jacques-Louis et son fils, Jean-Baptiste, acquiert la baronnie des Urtières/Hurtières ainsi que les mines du Prince de Savoie-Carignan,,.

### Poursuite de l'ascension
Jacques-Louis de Châteauneuf, baron, sénateur, industriel, s'implante dans la capitale du duché de Savoie, à Chambéry. Il fait notamment construire un hôtel particulier dit de Chateauneuf. 
De son mariage avec Françoise-Marie de Regard, Jacques-Louis a trois fils qui connaissent des carrières « considérables »,, notamment en envoyant deux d'entre-eux à la cour de France :
- Pierre-Antoine (1644 † 1728), connu sous le titre de marquis de Châteauneuf ou de Marolles (acquisition de cette terre par achat par son père en 1674), ambassadeur du roi de France près la Sublime Porte (1689-1692), puis prévôt des marchands de Paris (1720-1725).
- Jean-Baptiste († 1695), seigneur dit baron de Châteauneuf, seigneur d'Urtières/Hurtières, de La Thuile, sénateur au Sénat de Savoie (1679), président de Chambre (1691). Destiné à l'Église, mais sans avoir reçu l'ordination, il est prieur de Saint-Paul-en-Chablais, charge qu'il résigne en faveur de son frère cadet.
- François (Maurice) († 1708), connu sous le nom abbé de Châteauneuf, prieur de Saint-Paul-en-Chablais (1668), abbé de Varennes et de Beaugency, envoyé extraordinaire du roi de France en Pologne (1696), parrain et protecteur de Voltaire, ami et amant de Ninon de Lenclos.

Jacques-Louis de Châteauneuf fait de son second fils, Jean-Baptiste, son héritier. Jean-Baptiste d'abord destiné à entrer en religion, devient un seigneur et épouse Christine-Lucie Bergera, issue des comtes de Cavallerleone , qualifiée de « une grosse héritière piémontaise ». Le couple a quinze enfants, dont plusieurs entreront en religion.
Noble Charles-Joseph de Castagnère († 1744), fils de Jean-Baptiste, voulant faire ses preuves pour entrer dans la chevalerie de Malte, en 1686, fut admis dans l'ordre de Malte, produisit des titres pour démontrer que les Castagneri comptaient parmi les familles nobles de Turin  : qu'ils étaient une seule et même famille que les Castagna, qu'ils avaient les mêmes armes, la même origine et la même descendance. Pourtant la filiation inscrite aux Preuves ne remonte qu'à l'an 1550 environ (Manuscrit intitulé « Preuves de mre Charles-Joseph de Castagnère, baron de Châteauneuf qui furent faites pour sa réception dans l'Ordre de Malte).
En 1715, la veuve Castagneri revend la baronnie des Hurtières à son créancier. Elle garde toutefois l'exploitation d'une partie des mines.
En 1856, le baron Réné-Victor Castagneri vend la fonderie d'Argentine à François Barjaud, un ancien notaire de Paris.
Joseph-Wenceslas de Castagnery († 1812), fils de Pierre-Antoine († 1776), reçoit le titre de baron de Chateauneuf, par lettres patentes du 10 décembre 1776 du roi de Sardaigne.
Lors de l'Annexion de la Savoie à la France, en 1860, la famille fait le choix de la France. 
Le chanoine Naz (1972) indique que la famille s'éteint avec Marie-Joséphine-Gabrielle-Bénédicte. Les auteurs de l'Armorial et nobiliaire de l'ancien duché de Savoie : ou état de la noblesse savoyarde subsistante (2024) la mentionne dans leur ouvrage.

## Filiation simplifiée
- Antoine Castagneri.
  - Pierre (teste en 1581).
    - Jean Baptiste, ∞ (1586) Virginie Roglia.
      - Noble Pierre-Antoine, ∞ (1619) Claudine de Gex.
        - François († v. 1659), officier.
        - Anne-Marie, religieuse.
        - Noble Jacques Louis (aussi Jean-Louis), connu sous le nom de baron de Châteauneuf, ∞ (1647) Françoise Marie de Regard.
          - Noble Pierre-Antoine (1644 † 1728), ∞ (1680) Marie Françoise de Moucy de la Couraine le 25 août 1680.
            - Françoise, ∞ Charles Auguste de Mollettes.
            - Eléonore, ∞ Jean-Baptiste Astours, marquis de Murs.

          - Noble Jean-Baptiste († v. 1693), seigneur dit baron de Châteauneuf, ∞ Lucie Christine Bergera.
            - Marguerite-Louise (v. 1675 † av. 1693).
            - Marie-Péronne (v. 1677 † av. 1693).
            - Catherine, morte sans alliance.
            - Anne-Eugénie (v. 1683 ????), religieuse.
            - François- (v. 1684 † 1741), jésuite.
            - Noble Charles-Joseph (v. 1686 † 1744), ∞ (1, 1706) Geneviève Favre († 1713), sans postérité, ∞ (2, 1732) Thérèse de Maréchal-Duing de la Valdisère († 1738).
            - Marie-Christine (v. 1688 ????), religieuse.
            - Françoise (v. 1690 ????), abbesse.
            - Marie-Péronne (v. 1692 ????), morte sans alliance.
            - Noble Pierre-Antoine (v. 1693 † 1776), seigneur dit baron de Châteauneuf, officier, ∞ Thérèse-Louise Valfré.
              - Christine-Marie-Hippolyte-Victoire († av. 1825), ∞ (1768) Noble César-Auguste Oreglia.
              - Marie-Marguerite (????).
              - Marie-Josephte (????).
              - Jospeh-Antoine Wenceslas (v.1848 1812), baron de Châteauneuf, comte de Vautier, ∞ (1787) Françoise-Henriette-Benoite de Regard de Villeneuve.
                - Thérèse-Joséphine (1788 1870), ∞ (1809) le comte Pierre-François-Hippolyte Greyfié de Bellecombe.
                - Joseph-Victor (1790 † 1835), baron de Châteauneuf, ∞ (1815) Adélaïde-Séraphine-Victoire-Josette de Chevillard († 1830).
                  - Julie-Louise-Andréanne-Séraphine dite Lucie (1819 † 1868) ∞ (1840) Joseph-Gustave-Albérix Donne de Savardin.
                  - Esther-Henriette-Victoire (1816 ????), ∞ (1836) le comte Raymond Avogadro de Valdenga.
                  - Noble Louis-Victor-François-Hospice dit René (1821 ????), baron de Châteauneuf, major des chasses du roi d'Italie, ∞ (1846) Camille de Regard de Vars.
                    - Camille-Marie-Christine-Joséphine (1849 ????), religieuse.
                    - Noble Joseph-Antoine-Ferdinand-François-Hospice-Victor-Marie (1847 ????), ingénieur de l'École centrale.
                    - Marie-Joséphine-Gabrielle-Bénédicte (1853 ????), ∞ un officier italien.

                  - Christine-Victoire (1818 † 1871), ∞ (1837) Noble Jean-Louis-Edouard de Lamare.
                  - Jean-Esther-Jospeh (1828 † 1829).

                - Julie (1795 † 1850), (1815) le marquis Philippe-Erasme de Ville de Travernay.

              - Jeanne-Marie-Thérèse-Désirée († av. 1841), ∞ (1781) Noble Pierre-François Paernat de la Palud.
              - Thérèse-Françoise-Irène (1746 † 1826), ∞ (1781) Alexis de Livet, seigneur de Cranves.
              - Noble Jean-Esther-Eustache (1749 † 1835), chevalier, officier.
              - Lucie-Julie-Janus, ∞ (1789) Noble et spectable Etienne Aubriot de la Plame.
              - Hélène-Péronne-Balbine, ∞ le comte Louis Curbis de Saint-Michel.

            - Madeleine-Claire (v. 1695 ????).
            - Françoise-Marie, religieuse.
            - Victor-Emmanuel (av.1693 ????), ∞ Thérèse-Antoinette Garbillon. Sans postérité.

          - François (Maurice) († 1708), abbé.

        - Guillaume-François, prieur.

    - Noble Bernard (teste en 1622).

## Armoiries et devise

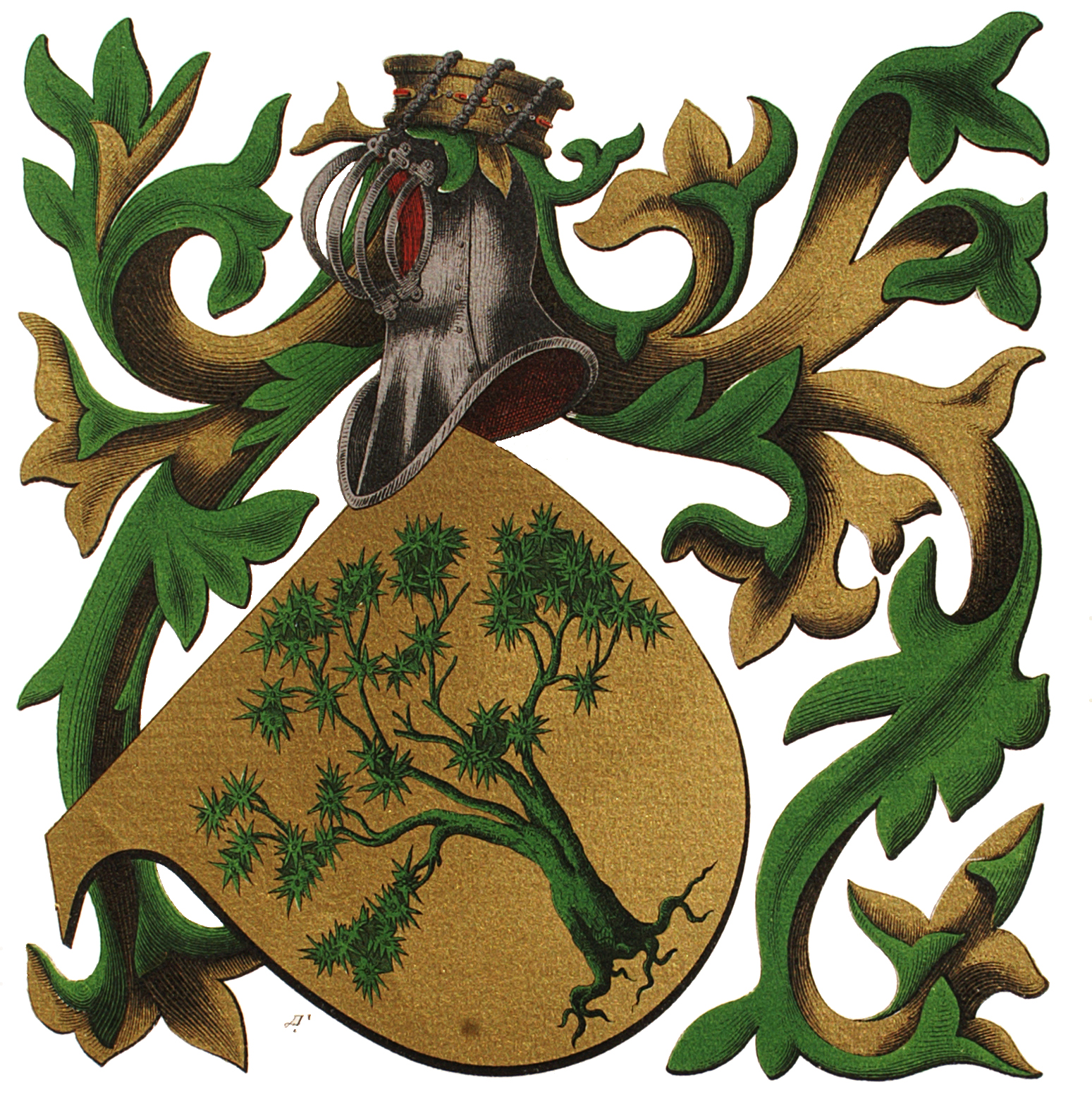
Armes des Castagnery (Armorial et nobiliaire de l'Ancien duché de Savoie).

Les armes de la famille de Castagnery, dont le patronyme signifie châtaignier,, se blasonnent ainsi :
- D'or au châtaignier de sinople sur une motte de même, ou d'or au châtaignier arraché de sinople fruité de 4 fruits du champ. (Les Preuves de Malte donnent les deux versions)[1],[11].
- d'or à un châtaignier de sinople planté sur une motte du même (aliàs  arraché) , fruité de quatre fruits du champ.[23]

Les armes de la famille P. d'or au chataignier de sinople sur une motte de même se retrouvent sur l'arc du porche d'entrée de la nouvelle église de la commune d'Argentine, construite par un membre de la famille,. Elles sont associées à l'inscription « D.O.M et S. IOAN BAPT SACRVM 1638 ».
Devise : Pasco bonos pungoque malos (« Je nourris les bons et je pique les méchants »). La devise fait référence à la bogue de la châtaigne.

## Possessions
La famille, implantée dans un premier temps en Maurienne, possède de nombreux biens dans les paroisses de Châteauneuf, Chamousset, Coise, Bourgneuf, Bettonet, Chamoux-sur-Gelon, Aiton, Bonvillard, etc..
Elle possède également des filons de fer aux Urtières, ainsi que des martinets et des hauts fourneaux à Argentine.
Balmain (1924) renvois notamment l'inventaire des biens meubles du président de Castagnère.
La famille fait édifier, au XVIIe siècle, un château au hameau de Gémilly à Argentine, à proximité de leurs mines. Au cours du même siècle, le baron Jean-Louis de Castagnery de Châteauneuf, sénateur, et son fils Jean-Baptiste, président du Sénat, font construire l'Hôtel de Chateauneuf, à Chambéry,.

## Alliances
Les principales alliances de la famille sont : de Molette de Morangiès, Astoaud de Mure, Favre (1706), de Mareschal-Duing de la Valdisère (1732), Garbillon (1756), de Regard (1647) branche de Vars (1846) et branche de Villeneuve (1787), Greyfié de Bellecombe (1809), de Bonne de Savardin (1840), Avogadro (1836), de Ville de Travernay (1818), Oreglia de Castino (1768), Aubryot de la Palme (1789).